# Самойленко Кірілл Олексійович
Кірілл Олексійович Самойленко (нар. 29 травня 2001, Севастополь, Україна) — український футболіст, воротар черкаського ЛНЗ.

## Клубна кар'єра
Народився в Севастополі. Вихованець київського футболу. У ДЮФЛУ з 2014 по 2020 рік виступав за столичні «Атлет», [Олімпійський фаховий коледж імені Івана Піддубного|«ОФКІП-Полісся»]] та «Динамо».
На початку червня 2020 року вільним агентом приєднався до «Дніпра», який виступав в аматорському чемпіонаті Україні. На професійному рівні у футболці черкаського клубу дебютував 5 вересня 2020 року в програному (0:4) домашньому поєдинку 1-го туру групи «Б» Другої ліги України проти харківського «Металіста». Кірілл вийшов на поле в стартовому складі та відіграв увесь матч. У команді провів 2 сезони, за цей час у Другій лізі України провів 3 поєдинки, ще 2 поєдинки зіграв у кубку України.
Наприкінці лютого 2022 року приєднався до «Краматорська», але через повномасштабне вторгнення Росії на територію України не встиг за «спортклубівців» зіграти жодного офіційного поєдинку.
На початку серпня 2022 року підсилив ЛНЗ. У футбоцлі черкаського клубу дебютував 9 вересня 2022 року в переможному (2:0) домашньому поєдинку 3-го туру групи «Б» Першої ліги України проти кременчуцького «Кременя». Самойленко вийшов на поле в стартовому складі та відіграв увесь матч. У сезоні 2022/23 років залишався основним воротарем ЛНЗ, зіграв 19 матчів у Першій лізі та 2 поєдинки у кубку України, а також допоміг команді вийти до вищого дивізіону українського футболу. У Прем'єр-лізі України дебютував 30 липня 2023 року в програному (0:2) домашньому поєдинку 1-го туру проти одеського «Чорноморця». Кірілл вийшов на поле в стартовому складі та відіграв квесь матч.

## Кар'єра в збірній
З 2016 по 2017 рік виступав за юнацькі збірні України U-15, U-16 та U-17.